# COVID-19-Pandemie in Usbekistan
Die COVID-19-Pandemie in Usbekistan tritt als regionales Teilgeschehen des weltweiten Ausbruchs der Atemwegserkrankung COVID-19 auf und beruht auf Infektionen mit dem Ende 2019 neu aufgetretenen Virus SARS-CoV-2 aus der Familie der Coronaviren. Die COVID-19-Pandemie breitete sich seit Dezember 2019 von China ausgehend aus. Ab dem 11. März 2020 stufte die Weltgesundheitsorganisation (WHO) das Ausbruchsgeschehen des neuartigen Coronavirus als Pandemie ein.

## Verlauf
Am 15. März 2020 wurde der erste COVID-19-Fall in Usbekistan bestätigt. Es handelte sich um einen Reiserückkehrer aus Frankreich. In den WHO-Situationsberichten tauchten erstmals am 16. März 2020 vier Fälle aus Usbekistan auf.
Bis zum 5. April 2020 wurden von der WHO 298 COVID-19-Fälle und zwei Todesfälle in Usbekistan bestätigt. Bis Mitte Mai 2020 stieg die Zahl der Infektionen auf über 5.000, Anfang Juli wurde die zehntausendste Neuinfektion registriert. Ende Juli waren es 20.000, Mitte August 30.000 Infizierte. Die Zahl der Toten stieg bis Mitte Juli auf über 500 an.

## Statistik
Die Fallzahlen entwickelten sich während der COVID-19-Pandemie in Usbekistan wie folgt:

### Infektionen

Bestätigte Infizierte in Usbekistan nach Daten der WHO. Oben kumuliert, unten Tageswerte

### Todesfälle

Bestätigte Todesfälle in Usbekistan nach Daten der WHO. Oben kumuliert, unten Tageswerte